# Зеленогайська сільська рада (Томаківський район)
| Зеленогайська сільська рада — колишній орган місцевого самоврядування у Томаківському районі Дніпропетровської області з адміністративним центром у с. Зелений Гай. Сільській раді були підпорядковані населені пункти: - с. Зелений Гай - с. Краснопіль - с. Новокраснопіль - с. Тарасівка - с. Веселий Яр |

## Склад ради
Рада складалася з 14 депутатів та голови.

## Керівний склад сільської ради
| ПІБ                    | Основні відомості                                                         | Дата обрання | Дата звільнення |
| ---------------------- | ------------------------------------------------------------------------- | ------------ | --------------- |
| Швачка Віктор Павлович | Сільський голова, 1958 року народження, освіта, безпартійний              | 26.03.2006   | 31.10.2010      |
| Швачка Віктор Павлович | Сільський голова, 1958 року народження, освіта вища, член Партії регіонів | 31.10.2010   |                 |

Примітка: таблиця складена за даними джерела